# Horst-Sevenum vasútállomás
Horst-Sevenum vasútállomás vasútállomás Hollandiában, Horst aan de Maas községben, Hegelsom településen.

## Vasútvonalak
Az állomást az alábbi vasútvonalak érintik:
- Venlo–Eindhoven-vasútvonal

## Kapcsolódó állomások
A vasútállomáshoz az alábbi állomások vannak a legközelebb:
- Deurne vasútállomás (északnyugat)
- Blerick vasútállomás (délkelet)